# Helina maquensis
Helina maquensis är en tvåvingeart som beskrevs av Wu 1991. Helina maquensis ingår i släktet Helina och familjen husflugor. Inga underarter finns listade i Catalogue of Life.